# All Out War
All Out War ist eine US-amerikanische Metalcore-Band aus Newburgh, New York, die im Jahr 1991 gegründet wurde.

## Geschichte
Die Band wurde im Jahr 1991 vom Sänger Mike Score und dem ehemaligen Merauder-Gitarristen Chris Bozeth gegründet. Nach Demos und der EP Destined to Burn bei Hardway Records kam es Mitte der 1990er Jahre zunächst zum Zerfall der Band. 1997 formierte sich die Besetzung um Score neu und bestand aus den Gitarristen Jim Antonelli und Taras Apuzzo, dem Bassisten Eric Carrillo und dem Schlagzeuger Jesse Sutherland. Nachdem bei dem deutschen Label Gain Ground das Debütalbum Truth in the Age of Lies im selben Jahr veröffentlicht worden war, ging sie auf eine Europatournee und spielte dabei zusammen mit Liar und Congress. Auch hielt die Gruppe Auftritte mit Sick of It All, Biohazard, Type O Negative, Deicide, Agnostic Front, Napalm Death und Earth Crisis ab. Bereits im Oktober 1998 schloss sich mit For Those Who Were Crucified über Victory Records ein zweites Album an, auf dem unter anderem Coverversionen des Cro-Mags-Liedes By Myself und des Corrosion-of-Conformity-Liedes Mad World enthalten sind. Auf dem Album sind der Gitarrist Brad Mader und der Schlagzeuger Matt Baryne als neue Mitglieder zu hören. Bei folgenden US-Touren spielte die Band zusammen mit Buried Alive, Reach the Sky und Shadows Fall. Außerdem spielte man zusammen mit Blood for Blood und Hatebreed. Nach einem Auftritt auf dem New England Metal and Hardcore Festival im Jahr 2001 kam es erneut zur Auflösung.
Aufgrund eines Wohltätigkeitskonzerts im CBGB kehrte die Gruppe im Jahr 2003 mit dem Album Condemned to Suffer zurück. Hierauf besteht sie neben Score, Apuzzo und Sutherland aus dem Gitarristen Jose Segarra und dem Bassisten Andy Pietroluongo. In dieser Besetzung wurden Auftritte mit Misery Signals und eine zweiwöchige Tour durch Europa abgehalten, ehe es im Mai 2004 wieder zur Auflösung kam. Die verbliebenen Mitglieder gründeten daraufhin Nerve Gas Tragedy. Im Juni 2004 gab Score bekannt, dass er keine Neugründung plant, da er sich seinem Beruf als Geschichtslehrer an der High School widmen wolle. Dennoch fand sich die Band 2006 wieder zusammen und bestand aus Score, Antonelli, Carrillo, dem Gitarristen Jim Bremer und dem Schlagzeuger Lou Iuzzini. Im April wurde das Album Assassins in the House of God bei Victory Records veröffentlicht. Der Tonträger war von Erin Farley produziert worden. Lou Medina spielt darauf das Schlagzeug. Als Gastsänger ist Rich O’Brien von Darkside NYC in dem Lied Politics of Apathy beteiligt. Auch arbeitete Chris Bozeth am Album mit. 2008 wurde zunächst die Trennung von Victory Records bekanntgegeben. Dennoch erschien bei dem Label im Jahr 2010 das Album Into the Killing Fields, worauf die Besetzung aus denselben Mitglieder wie beim Vorgänger besteht. Im August 2015 war die Band unter anderem auf dem Brutal Assault und dem Ieperfest zu sehen.

## Stil
laut.de schrieb über All Out War, dass die Band, ähnlich wie andere Gruppen aus dem Genre (Cro-Mags, Merauder), New York Hardcore mit Metal vermischt. Genau biete die Gruppe eine Mischung aus Hardcore Punk und Thrash Metal. Laut Mike DaRonco von Allmusic kreuzt die Band Punk mit Metal und sei durch Slayer, Agnostic Front, Cro-Mags und Sick of It All beeinflusst worden. Christian Graf vermerkte in seinem Nu Metal und Crossover Lexikon Einflüsse von Slayer, Cro-Mags und Carcass. Die Band bediene sich aus den Genres Punk, Hardcore Punk und Death Metal. Charakteristisch für die Musik seien „wuchtige Gitarren“ und Doublebass. Auf der Website von Victory Records werden Cro-Mags, Kreator, Sodom und Carnivore als Einflüsse angegeben. All Out War ist laut Score ursprünglich gegründet worden, um die Stile von Kreator, Sodom und Destruction zu vermischen.
H.C. Roth vom Ox-Fanzine fand, dass For Those Who Were Crucified nur am Rande etwas mit Hardcore Punk zu tun hat. Vielmehr klinge die Musik wie die von Bolt Thrower oder Benediction, „die aber durch das Energie-, Agressions- und Powerlevel der New Yorker wie Luschen dastehen“. Die Lieder seien „primitiv, aber zu gleich völlig brachial-stumpf“. Dominik Winter vom selben Magazin urteilte über Condemned to Suffer, dass es hierauf eine Mischung aus Old- und New-School-Hardcore sowie Metal gibt. Die Band verwende disharmonische Gitarren und Tempowechsel. Textlich behandele die Band erneut Weltuntergangstheorien. In einer späteren Ausgabe rezensierte Tobias Ernst Into the Killing Fields. Die Lieder seien aggressiv und es sei schwer zwischen diesen zu unterscheiden, da der Anteil von Hardcore Punk und Thrash Metal immer gleich sei. In einer weiteren Ausgabe schrieb Ernst über die Wiederveröffentlichung von Truth in the Age of Lies, dass man, noch deutlicher als bei den späteren Veröffentlichungen, den New Yorker Einfluss heraushören kann. Die Gruppe sei durch Cro-Mags und Carnivore beeinflusst worden. Er bezeichnete das Album als Genreklassiker.
Anzo Sadoni vom Metal Hammer ordnete die Musik auf Assassins in the House of God dem Metalcore zu, in dem die Gruppe Einflüsse aus Thrash- und Death-Metal sowie Hardcore Punk verarbeite. Die Musik sei frei von „Kajal, Emo-Geheule und sonstigem Firlefanz“. Drei Jahre später bezeichnete Sadoni in seiner Rezension Into the Killing Fields die Band „als Vorreiter in Sachen Metal meets Hardcore“. Besonders kombiniere man Hardcore Punk mit Thrash Metal. Das Lied From Manipulation to Martyr weise Einflüsse von Bolt Thrower auf. Die hohen Screams in den Liedern seien auf Dauer jedoch zu eindimensional. Zudem seien auf dem Album auch klangliche Parallelen zu Hatebreed hörbar.

## Diskografie
- 1992: Sum of All Fears (Demo, Eigenveröffentlichung)
- 1993: All Out War (Demo, Eigenveröffentlichung)
- 1994: Destined to Burn (EP, Hardway Records)
- 1994: Philly Dust Krew (Split mit Starkweather, Dare to Defy und Hard Response, Too Damn Hype Records)
- 1997: Truth in the Age of Lies (Album, Gain Ground)
- 1997: Hymns of the Apocalypse (Single, Gain Ground)
- 1998: For Those Who Were Crucified (Album, Victory Records)
- 2001: NYC Takeover Vol. 1 (Split mit Reach the Sky und Grey Area, Victory Records)
- 2003: Condemned to Suffer (Album, Victory Records)
- 2007: Assassins in the House of God (Album, Victory Records)
- 2010: Into the Killing Fields (Album, Victory Records)
- 2013: Drowning in Damnation / Show of Force (Single, Organized Crime Records)
- 2015: Dying Gods (EP, Organized Crime Records)
- 2017: Give Us Extinction (Album, Organized Crime Records)